# Stetholiodes kabakovi
Stetholiodes kabakovi es una especie de escarabajo del género Stetholiodes, familia Leiodidae. Fue descrita por Perkovsky en 1990. Se encuentra en Vietnam.